# Elionor de Portugal (emperadriu)
Elionor de Portugal (Torres Vedras, Portugal 18 de setembre, 1434 - Wiener Neustadt, Àustria, 3 de setembre, 1467), fou emperadriu d'Alemanya.
Era filla d'Eduard I de Portugal i de Elionor d'Aragó, casà per poders a Lisboa amb l'emperador d'Alemanya Frederic III nascut el 1415, celebrant-se amb aquest motiu esplèndides festes. Va partir la nova sobirana a reunir-se amb el seu espòs escortada per una esquadra de 10 navilis que va arribar a Liorna al febrer de l'any següent, després de rebutjar un atac dels pirates. L'emperador esperava a la seva jove desposada a Siena amb el seu germà Albert, el seu nebot Ladislau, rei d'Hongria, i els homes més notables de la cort imperial, entre ells l'erudit, Enees Silvio Piccolomini, més tard Papa amb el nom de Pius II.
Ambdós esposos van ser coronats a Roma pel papa Nicolau V, la cerimònia del qual descriu Lope d'Almeida, comte d'Abrantes, que formava part del seguici de l'emperadriu, a les Provas de la Historia Genealógica. Elionor no va ser feliç en el seu matrimoni, morint a l'edat de trenta-tres anys. Fou sepultada al monestir cistercenc de la ciutat de Wenstadt. Va deixar quatre fills: Maximilià I, emperador d'Alemanya i avi de Carles I; Juan, Elena i Conegunda, casada amb Albert IV de Wittelsbach